# Ala I Flavia Augusta Britannica

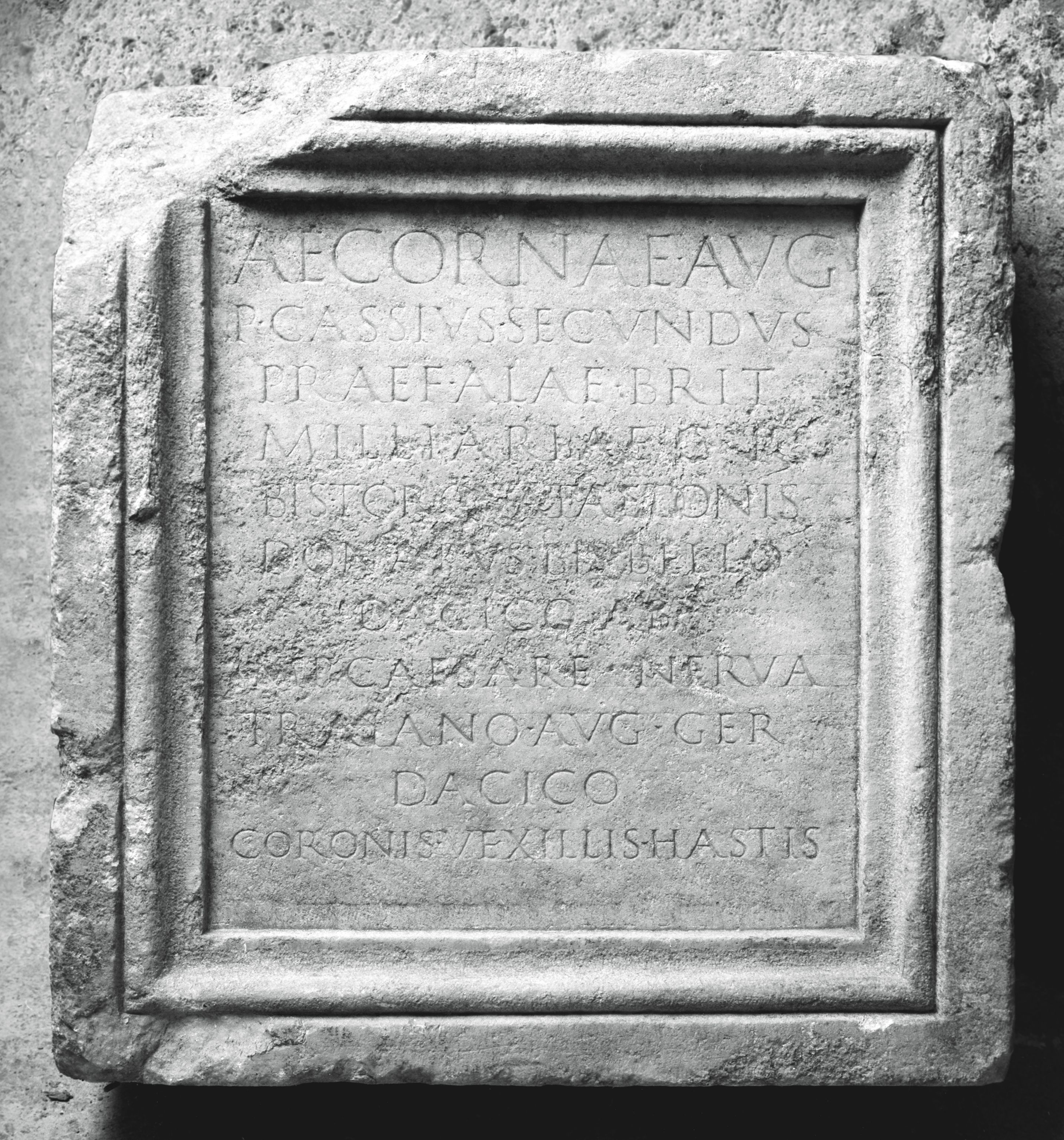
Die Inschrift des Publius Cassius Secundus

Die Ala I Flavia Augusta Britannica [milliaria] [civium Romanorum] [bis torquata] [ob virtutem] [pia fidelis] (lateinisch; deutsch 1. flavische augusteische Ala Britannica [1000 Mann] [der römischen Bürger] [zweimal mit Torques ausgezeichnet] [für Tapferkeit] [loyal und treu]) war eine römische Auxiliareinheit. Sie ist durch Militärdiplome und Inschriften belegt.
Die Ala wird in Militärdiplomen und Inschriften auch unter den folgenden Bezeichnungen aufgeführt: Ala Britannica, Ala I Britannica, Ala I Flavia Britannica, Ala I Flavia Britanniciana, Ala I Flavia Brittonum sowie Ala I Flavia Domitiana Britannica.

## Namensbestandteile
- Ala: Die Ala war eine Reitereinheit der Auxiliartruppen in der römischen Armee.

- I: Die römische Zahl steht für die Ordnungszahl die erste (lateinisch prima). Daher wird der Name dieser Militäreinheit als Ala prima .. ausgesprochen.

- Flavia: die Flavische. Die Ehrenbezeichnung bezieht sich auf die flavischen Kaiser Vespasian, Titus oder Domitian.

- Augusta: die Augusteische. Die Ehrenbezeichnung bezieht sich auf Augustus.

- Domitiana: die Domitianische. Die Ehrenbezeichnung bezieht sich auf Domitian (81–96). Nach der Damnatio memoriae des Domitian wurde Domitiana durch Augusta ersetzt.[1] Der Zusatz kommt in den Inschriften (AE 1940, 5, CIL 3, 15197) vor.

- Britannica: aus Britannia bzw. die Britannische. Die Ala wurde entweder in der Provinz Britannia aufgestellt oder war dort längere Zeit stationiert. Möglicherweise hatte sie bereits an der Eroberung Britanniens um 43 n. Chr. unter Aulus Plautius teilgenommen.[1]

- milliaria: 1000 Mann. Die Einheit war möglicherweise ursprünglich eine Ala quingenaria mit einer Sollstärke von 480 Mann. Spätestens bis 102 n. Chr. war sie aber zu einer Ala milliaria erweitert worden. Der Zusatz kommt in Militärdiplomen von 102 bis 192 sowie einigen Inschriften vor. In den Militärdiplomen wird (bis auf eine Ausnahme) statt milliaria das Zeichen {\displaystyle \infty } verwendet.

- civium Romanorum: der römischen Bürger. Den Soldaten der Einheit war das römische Bürgerrecht zu einem bestimmten Zeitpunkt verliehen worden. Für Soldaten, die nach diesem Zeitpunkt in die Einheit aufgenommen wurden, galt dies aber nicht. Sie erhielten das römische Bürgerrecht erst mit ihrem ehrenvollen Abschied (Honesta missio) nach 25 Dienstjahren. Der Zusatz kommt in Militärdiplomen von 102 bis 167 sowie einigen Inschriften vor.

- bis torquata: zweimal mit Torques ausgezeichnet. Der Zusatz kommt in den Inschriften (AE 1914, 241, AE 1980, 496, CIL 3, 6748) vor. In der Inschrift (AE 1908, 23) wird die Einheit als torquata bezeichnet.

- ob virtutem: für Tapferkeit. Der Zusatz kommt in der Inschrift (CIL 3, 6748) vor.

- pia fidelis: loyal und treu. Der Zusatz kommt in dem Militärdiplom von 157/158 vor.

Die Einheit war eine Ala milliaria. Die Sollstärke der Ala lag bei 720 Mann, bestehend aus 24 Turmae mit jeweils 30 Reitern.

## Geschichte
Die Ala war in den Provinzen Pannonia und Pannonia inferior stationiert. Sie ist auf Militärdiplomen für die Jahre 102 bis 192 n. Chr. aufgeführt.
Die Einheit wurde möglicherweise schon unter Augustus aufgestellt und war wahrscheinlich zwischen 43 und 69 in der Provinz Britannia stationiert. Der erste Beleg für eine Ala Britannica findet sich in den Historiae von Tacitus (Buch III, Kapitel 41), der diese Einheit im Zusammenhang mit Ereignissen des Vierkaiserjahrs erwähnt.
Die Ala wurde vermutlich bereits unter Vespasian, spätestens aber unter Domitian bis 89 in die Provinz Pannonia verlegt. Durch ein Diplom ist sie in Pannonia erstmals 102 nachgewiesen. In dem Diplom wird die Einheit als Teil der Truppen (siehe Römische Streitkräfte in Pannonia) aufgeführt, die in der Provinz stationiert waren. Weitere Diplome, die auf 110 bis 192 datiert sind, belegen die Einheit in Pannonia inferior. Sie war vermutlich bis in die Mitte des 3. Jhd. in der Provinz stationiert.
Die Ala nahm an den Dakerkriegen Trajans teil, in denen sie zwei Mal mit Torques ausgezeichnet wurde. Durch die beiden Diplome von 110 ist belegt, dass sich die Einheit in diesem Jahr sowohl in Dacia als auch in Pannonia inferior aufgehalten hat.
Die Einheit (bzw. eine Vexillation derselben) war an mindestens drei weiteren Feldzügen außerhalb ihrer eigentlichen Stationierungsprovinz beteiligt. Durch zwei Diplome von 114 ist belegt, dass sie für den Partherkrieg Trajans abkommandiert wurde (missa in expeditionem). Aus dem Diplom von 150 geht hervor, dass die Einheit vorübergehend nach Mauretania Caesariensis verlegt worden war, um an der Niederschlagung eines Aufstandes teilzunehmen. Durch Inschriften ist belegt, dass sich die Ala um 252 in der Provinz Syria aufhielt.
Der letzte Nachweis der Ala beruht auf den Inschriften (AE 1993, 1594, AE 1993, 1595), die auf 252 datiert sind.

## Standorte
Standorte der Ala in Pannonia waren möglicherweise:
| - Bononia (Banoštor) - Intercisa (Dunaújváros) | - Odiavum (Almásfüzitő) - Vindobona (Wien) |

## Angehörige der Ala
Folgende Angehörige der Ala sind bekannt:

### Kommandeure
| - []us Bon[], ein Präfekt (CIL 3, 6748) - [] Festu[s]: er wird auf dem Diplom von 157/158 als Kommandeur genannt. - Camilius Validus: er wird auf einem Diplom von 162 (ZPE-211-215) als Kommandeur genannt. - Marcus Licinius Victor: er wird auf den beiden Diplomen von 148 als Kommandeur genannt. | - Quintus Porcius Potitus: er wird auf dem Diplom von 135 als Kommandeur genannt. - Q(uintus) Statius [], ein Präfekt (AE 1908, 23) - P(ublius) Cassius Secundus, ein Präfekt (AE 1980, 496) - Titus Varius Clemens, ein Präfekt |

### Sonstige
| - [] Atti[], ein Duplicarius: das Diplom von 127 wurde für ihn ausgestellt. - Ael(ius) Valerius, ein Decurio - (A)elius Publius, ein Veteran (AE 1914, 241) - Atressus, ein Soldat: das Diplom von 135 wurde für ihn ausgestellt. - Aurelius Disas, ein Cornicen (AE 1993, 1595) - Aurel(ius) Firminianus, ein Reiter - Aurel(ius) Maximianus, ein Stator (AE 1908, 273) - Aur(elius) Mucatralis, ein Tubicen (AE 1993, 1594) - Aur(elius) Passer, ein Cornicen (AE 1993, 1594) - Aurel(ius) Pro[b]in[us], ein Reiter - Aurelius Roimetaica (AE 1993, 1595) - Cae[l]ius, ein Soldat (AE 1940, 5) - Dion, ein Decurio (AE 1993, 1594) | - Fuscus, ein Sesquiplicarius: eines der Diplome von 148 (CIL 16, 180) wurde für ihn ausgestellt. - Italicus, ein Decurio (CIL 3, 4576) - Iul(ius) Martialis, ein Duplicarius (AE 1955, 132) - Marcus, Sohn des Priscus, ein Soldat: eines der Diplome von 162 (ZPE-211-215) wurde für ihn ausgestellt. - Priscinus, ein Vexillarius (CIL 3, 4576) - Pro(culus), ein Vexillarius (CIL 3, 4576) - Reidomarus, ein Soldat: eines der Diplome von 148 (CIL 16, 179) wurde für ihn ausgestellt. - Sep(timius) Luta(c)ianus, ein Reiter (AE 1908, 273) - T(itus) Fl(avius) Barbus, ein Reiter (CIL 3, 4575) - T(itus) F(lavius) Draccus, ein Reiter (CIL 3, 15197) - T(itus) F(lavius) Verecund(us), ein Reiter (CIL 3, 4576) - Ulp(ius) Enubico, ein Sesquiplicarius (AE 1960, 14) |